# عصام تاج
عصام تاج (انگلیسی: Issam Tej؛ زادهٔ ۲۹ ژوئیهٔ ۱۹۷۹) بازیکن هندبال اهل تونس بود.